# SmartPool
Die SmartPool Trading Limited (kurz SmartPool) war ein von den Investmentbanken BNP Paribas, HSBC und J.P. Morgan gemeinsam mit dem Börsenbetreiber NYSE Euronext als Dark Pool betriebenes Multilaterales Handelssystem (Multi-lateral Trading Facility - MTF) mit Sitz in London. Es wurde am 7. Juli 2017 stillgelegt und am 31. Juli 2017 durch Euronext Block ersetzt.

## Hintergründe
Seit dem 2. Februar 2009 wird die Abrechnung über den Zentralen Kontrahenten EuroCCP abgewickelt. Die Wertpapierverwahrung erfolgt über LCH.Clearnet.
Ebenfalls seit dem 2. Februar 2009 handelt Instinet Europe, eine Tochtergesellschaft der japanischen Investmentbank Nomura Holdings, über SmartPool.
Neben den Eigentümern haben auch Credit Suisse, Exane, Instinet, ITG, Knight Capital, Neonet, Nomura Holdings, Oddo et Cie, die Royal Bank of Scotland, Stanford Bernstein und die UBS eine Unterstützung von SmartPools angekündigt.